# アパッチジャンクション (アリゾナ州)
アパッチジャンクション（Apache Junction）は、アメリカ合衆国アリゾナ州のピナル郡にある都市。人口は3万8499人（2020年）。フェニックスの郊外に位置している。市域の一部はマリコパ郡に入っている。

## 歴史
古くからアメリカ先住民のアパッチ族が居住していたと考えられており、市内には幾つかの遺跡がある。水を確保するため用水路を掘った跡が確認されている。現在、先住民の多くはインディアン居留地に住んでおり地名として残るのみである。
ヨーロッパ人は金鉱目当てに入植したが、金の採掘量が減ると町はゴーストタウン化した。近年はフェニックス南東の郊外都市として発展している。1978年に市として法人化した。

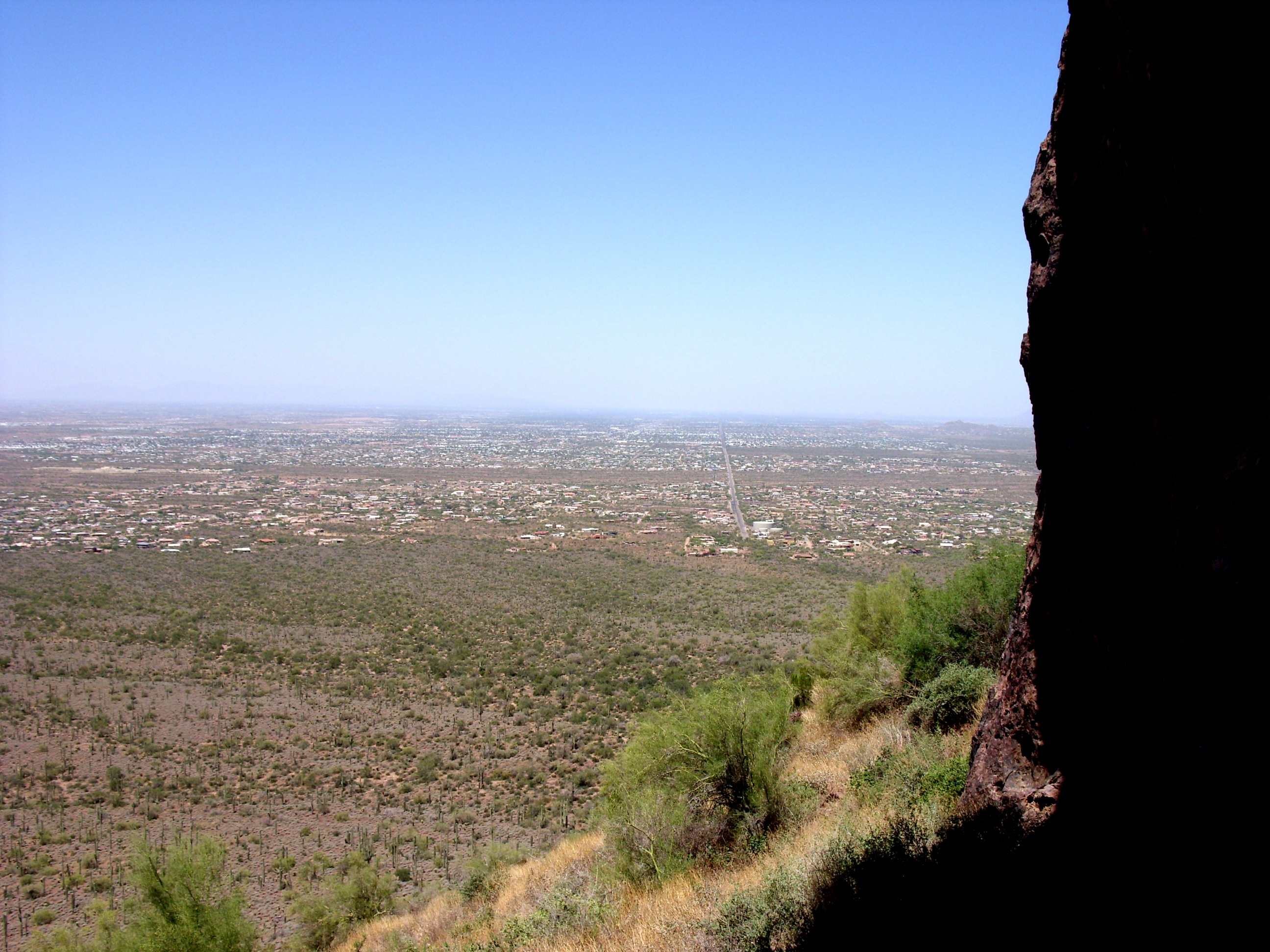
アパッチジャンクションの遠望